# Ranunculus catharinensis
Ranunculus catharinensis är en ranunkelväxtart som beskrevs av Alicia Lourteig. Ranunculus catharinensis ingår i släktet ranunkler, och familjen ranunkelväxter. Inga underarter finns listade i Catalogue of Life.